# Вазописец Армидейла

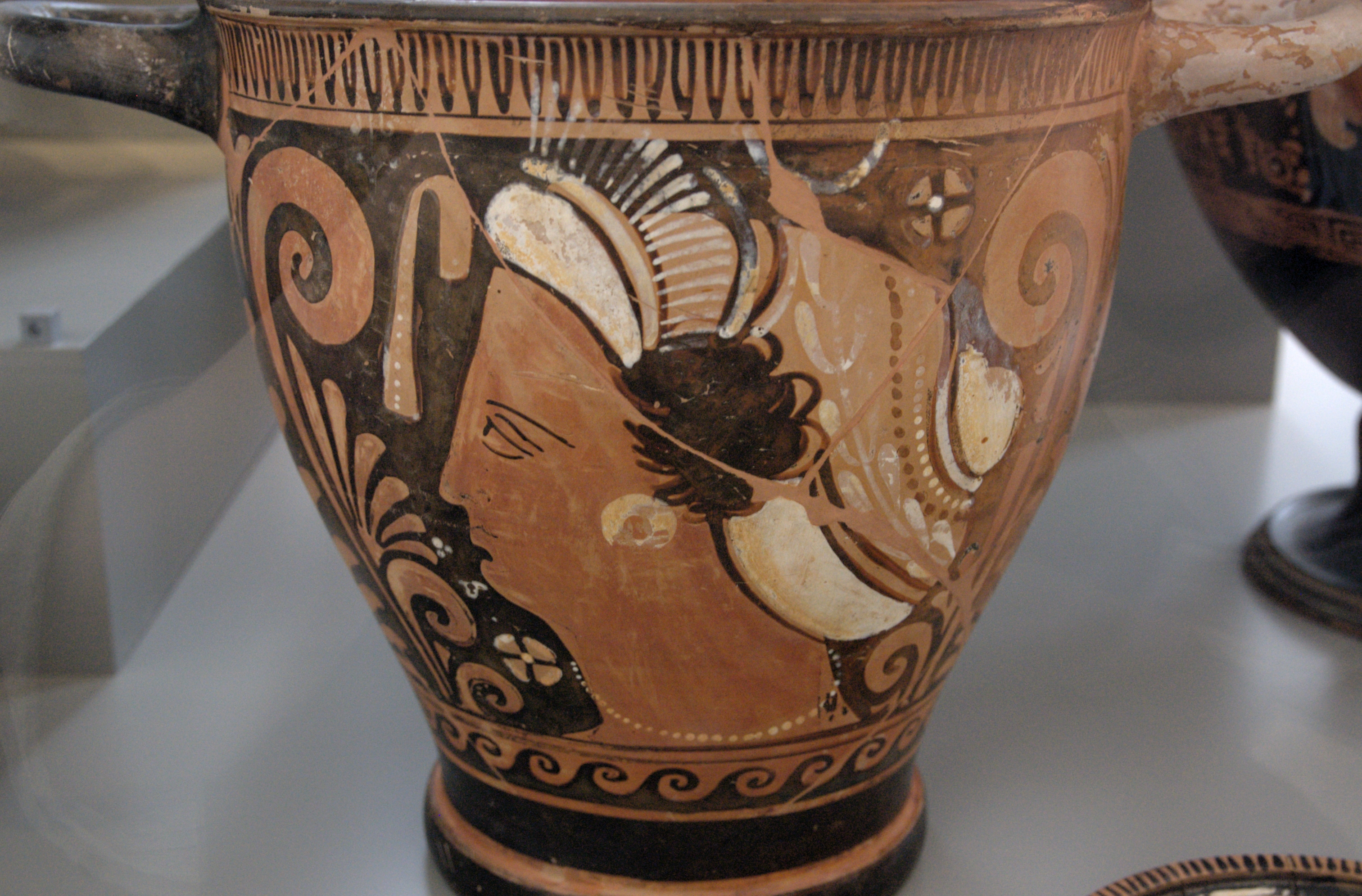
Скифос с изображением женской головы работы вазописца Армидейла. Около 340 г. до н. э. Берлинский музей. Берлин

Вазописец Армидейла — условное имя анонимного древнегреческого вазописца середины 4 века до н. э.
Работы вазописца Армидейла характеризуются изображением головы женщины в профиль. При этом деталям уделяется особое внимание. Шея обычно длинная, маленький подбородок, всегда присутствует головной убор и боковые локоны. Среди известных ваз — амфоры и скифос. Многие исследователи считают, что вазописец Армидейла и другой анонимный вазописец Ганимеда — один и тот же мастер.